# La Chose publique
Vous lisez un « bon article » labellisé en 2012.
Ne doit pas être confondu avec Chose publique.
Pour plus de détails, voir Fiche technique et Distribution.
La Chose publique est un film français réalisé par Mathieu Amalric. Œuvre de commande de la chaîne de télévision Arte dans le cadre sa collection « Masculin/Féminin », le film est présenté le 21 mai 2003 à la Quinzaine des réalisateurs lors du Festival de Cannes. Il est diffusé sur la chaîne franco-allemande le 1er septembre 2003 avant de faire une sortie généralisée sur un très petit nombre d'écrans en France le 3 septembre 2003.
Comédie dramatique d'inspiration largement autobiographique avec pour toile de fond l'élection présidentielle française de 2002, ce troisième long-métrage de Mathieu Amalric a reçu globalement de bonnes critiques dans la presse spécialisée. Celle-ci a surtout noté, plus ou moins positivement, l'aspect technique des textures variées des images obtenues par l'utilisation de différentes caméras vidéo digitale permettant au réalisateur de mettre en narration les différentes mises en abyme du scénario.

## Synopsis
Jérôme Clément et tout l'aréopage de la chaîne de télévision Arte font le point sur l'avancement des réalisations des téléfilms pour leur collection « Masculin/Féminin » ayant pour thème la parité. Philippe Roberts, l'un des commandités, est en retard dans son travail. Outre un problème d'inspiration, il est profondément déstabilisé par l'annonce que lui a faite son épouse Julia, et mère de ses deux enfants, qui a décidé subitement de leur séparation à la suite de sa rencontre avec « quelqu'un ». Elle a retrouvé son désir et sa capacité à l'inspirer dans le regard de son amant, un certain François Magal journaliste sportif à L'Équipe. Ajouté à un sentiment d'étouffement qu'elle vit au sein de leur couple du fait du travail de son mari, elle engage une procédure de divorce.

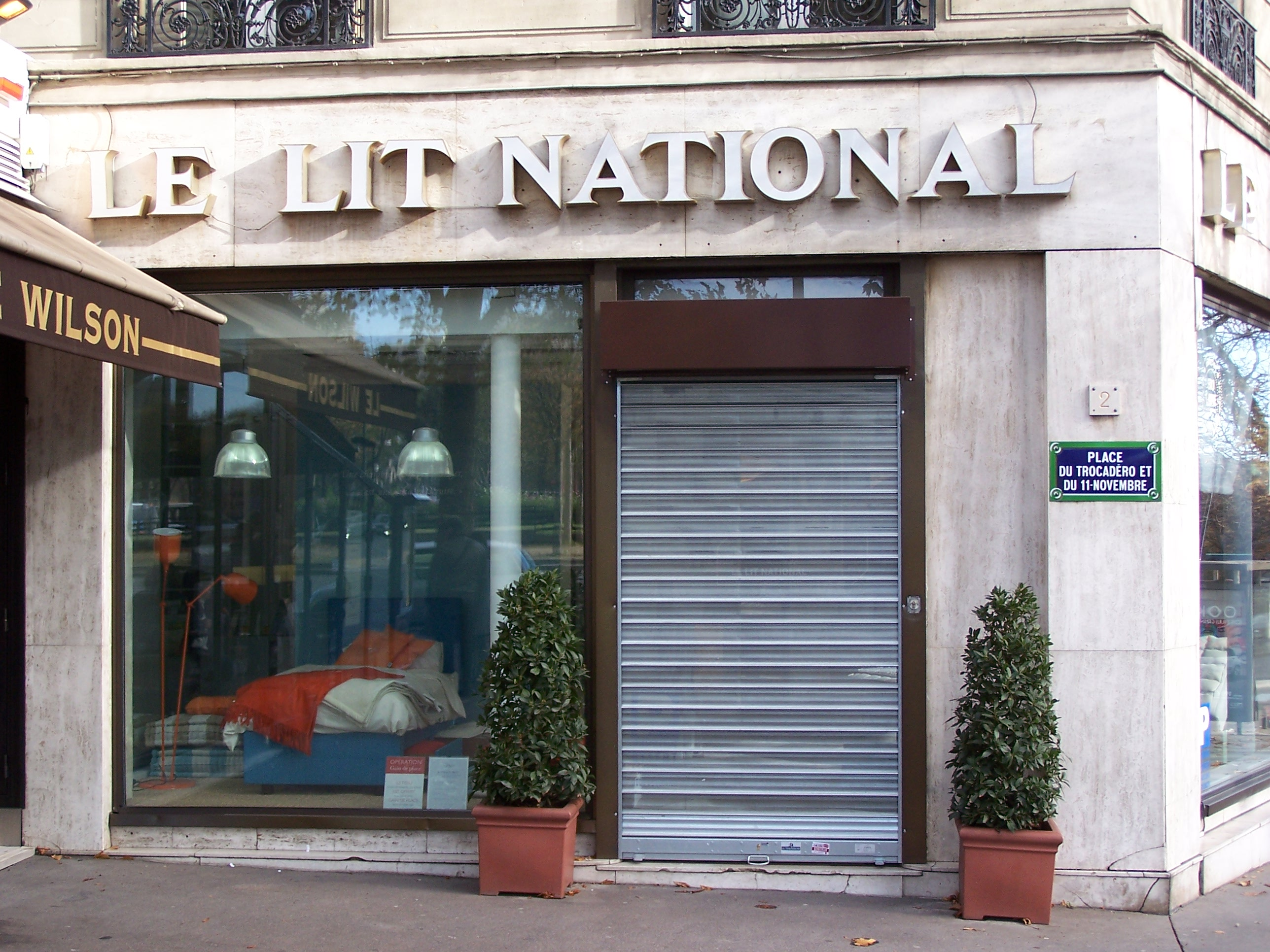
« Le Lit national » sur la place du Trocadéro, utilisé dans le film et inspirant le titre du film de Philippe Roberts.

Le film que doit faire Philippe Roberts prend dès lors un nouveau tour. Alors qu'il met en place le scénario et la distribution ayant pour sujet une élection locale à Montauban sur fond d'obligation de parité électorale, il ne peut s'empêcher de faire intervenir ses propres déboires dans son œuvre. Avec son monteur, il passe indifféremment de l'organisation des scènes de son téléfilm à celles d'un film plus personnel qu'il a fait durant une année dans l'intimité avec son épouse, mêlant progressivement les deux travaux. Bernard Menez et Michèle Laroque, les deux acteurs du « Le Lit national », semblent un peu perdus dans l'avancement du projet qui paraît sans queue ni tête. Ils continuent cependant d'incarner au mieux et de manière un peu désabusée leurs rôles respectifs de maire de Montauban et de sa colistière, cette dernière se voyant dans le scénario courtisée au niveau de l'appareil national du RPR par l'intermédiaire d'un responsable du parti, un certain Jean Vidal « ami de Nicolas ». De réunions publiques en conseils municipaux houleux, le téléfilm sur la parité se fait sans aucune ligne directrice autre que celle des émois de Philippe Roberts qui finit par fantasmer l'intrusion de sa femme à la place de Michèle Laroque dans une scène de trahison politique que cette dernière est censée subir dans « Le Lit national ». Face à la profonde crise d'inspiration que semble traverser le réalisateur, Jérôme Clément ne peut s'empêcher de s'écrier « Reviens au scénario ! », « Lequel ? » lui rétorque Roberts.
Une année est passée depuis leur rupture. Les enfants sont en garde partagée. Philippe et Julia se revoient de temps à autre lors de soirées où la tendresse n'est pas absente. Un dernier diner au Bouillon Chartier révèle toutes les blessures, reproches, et désirs que le couple doit encore affronter.

## Fiche technique
- Titre : La Chose publique
- Titres à l'international : Public Affairs (en anglais) ; Gleichstellung (en allemand)
- Réalisation : Mathieu Amalric
- Scénario : Mathieu Amalric, Marcelo Novais Teles, et Christine Dory
- Photographie : Isabelle Razavet
- Montage : Dominique Galliéni
- Son : Olivier Mauvezin
- Décors : Virginie Noël
- Musique additionnelle : Unlimited Marriage de Rodolphe Burger
- Producteurs : Laetitia Gonzalez, Yaël Fogiel, Jean-Pierre Guérin
- Société de production : Les Films du Poisson, Arte France Cinéma, GMT Productions
- Société de distribution : Why Not Productions (en France) ; Roissy Films (à l'étranger)
- Pays d'origine :  France
- Langue : français
- Durée : 83 minutes
- Dates de sortie en France :
  - 21 mai 2003 (présentation à Cannes)
  - 1er septembre 2003 (diffusion sur Arte)
  - 3 septembre 2003 (sortie généralisée)

## Distribution
- Jean-Quentin Châtelain : Philippe Roberts
- Anne Alvaro : Julia Roberts
- Bernard Menez : Bernard, dans le rôle du maire Hervé Marchand
- Michèle Laroque : Michèle, dans le rôle de la colistière Danièle Duchemin
- Elsa Amiel : Elle-même, l'assistante de Philippe Roberts
- François Gédigier : lui-même, le monteur de Philippe Roberts
- Claude Régy : le père de Philippe
- Christelle Prot : l'observatrice de la parité
- Pascal Bongard : Jean Vidal
- Arthur Boissau : Arthur, le fils de Philippe et de Julia
- Alice Amiel : Alice, la fille de Philippe et de Julia
- Arnaud des Pallières : un homme du conseil municipal
- Clotilde Mollet : une femme du conseil municipal
- Christiane Cohendy : une femme du conseil municipal
- Michèle Canaud : une femme du conseil municipal
- Jean-Jacques Bordier : l'amant
- Jérôme Clément : lui-même
- Pierre-André Boutang : lui-même
- Michèle Abitbol : elle-même
- Pierre Chevalier : lui-même
- Markus Guerring : lui-même
- Arnaud Louvet : lui-même
- Pierre Pellet : lui-même
- Jean-Marie Goussard : dans son propre rôle de journaliste de L'Équipe

## Projet et réalisation du film

La parité en question.

Troisième long-métrage du réalisateur, il s'agit d'un film commande pour la télévision de la chaine Arte qui, initialement écrit avec Christine Dory, devait s'attacher à l'opposition masculin/féminin et à la parité des sexes,. La collection thématique, née de l'idée du producteur Pierre Chevalier alors directeur de l'unité Fictions d'Arte, regroupe une série de dix œuvres réalisées par cinq cinéastes de chaque genre,. À la suite de sa rupture avec Jeanne Balibar, Mathieu Amalric, tout en gardant les thèmes initiaux, décide d'orienter également son film vers un sujet plus autobiographique,, jouant d'une mise en abîme assez personnelle entre la réalité et la fiction,,. Parmi les sources d'inspirations revendiquées, Mathieu Amalric met en avant le film Scènes de la vie conjugale (1973) d'Ingmar Bergman pour le risque de « l'exposition publique de la vie privée » ainsi que le roman Harlem Quartet (1979) de James Baldwin pour le traitement de la dernière scène, intimiste, du film. Il décide également de faire intervenir en second plan les éléments politiques et médiatiques contemporains de la période de tournage, notamment le résultat de l'élection présidentielle de 2002. À ce propos, Mathieu Amalric utilise des images médiatiques de la campagne présidentielle et des résultats, ainsi que des images tournées par Pamela Varela, une amie du réalisateur, lors d'une réunion publique de Jean-Pierre Chevènement,.
La distribution initiale, réalisée sans audition, devait intégrer Didier Bourdon dans le rôle de l'acteur jouant un maire, notamment pour satisfaire l'envie d'utiliser la réplique « T'as raison, on va prendre des inconnus », avant d'opter finalement pour Bernard Menez en raison de la campagne électorale que ce dernier avait menée quelques mois auparavant contre Édouard Balladur lors des élections législatives de juin 2002, dans la douzième circonscription de Paris.
Le tournage s'effectue durant le deuxième semestre 2002. Parmi les différents lieux publics de tournage peuvent être mentionnés les locaux d'Arte, le magasin de l'entreprise « Le Lit national » sur la place du Trocadéro qui inspirent différentes scènes ainsi que le titre du film dans le film, la mairie de Melun, le boulevard Montmartre devant le théâtre des Variétés et le Bouillon Chartier pour les scènes finales. Obéissant au cahier des charges de la commande d'Arte, il utilise principalement différents types de caméra vidéo digitale : une DVC Pro pour la « partie en direct » dans le film, une DVC Pro 16/9 pour les séquences du film « Le Lit national », une Sony PD-150 pour les reportages réels, et une caméra 35 mm pour le film intime réalisé par Philippe Roberts,. Si pour Mathieu Amalric l'usage, alors peu répandu, de la vidéo numérique est vécu comme un inconvénient produisant une « image sans carnation à laquelle [il] n'arrive pas à croire », dépourvue de toute « photogénie », les acteurs en revanche considèrent cela comme une liberté supplémentaire, « une souplesse désinhibante » pour Anne Alvaro et une absence de « soucis du coût de la pellicule » pour Jean-Quentin Châtelain. Pour remédier à ses propres réticences et « tomber amoureux de la non-photogénie de la vidéo », Mathieu Amalric décide d'en faire le sujet même de son œuvre et de créer le dispositif de mise en abîme d'un film dans le film plutôt que de s'attacher à une mise en scène spécifique et adaptée au format vidéo. Considérant que le travail en vidéo retire pour lui « l'esprit de sérieux », il décide alors de renforcer le « côté potache », ce qu'il n'aurait pas osé faire en pellicule argentique, et « s'être même bridé » avec des scènes particulièrement loufoques qui n'ont pas été finalement montées. Il déclare également que le tournage a « bénéficié de la bonne humeur » du film Un homme, un vrai des frères Larrieu qu'il venait de terminer en tant qu'acteur principal. Suivant son habitude de travail, Mathieu Amalric, bien que directif vis-à-vis des acteurs, improvise beaucoup les dialogues lors du tournage, notamment pour les scènes du « Lit national »,, discutant sur le vif avec les comédiens et ne leur donnant leurs répliques qu'une heure avant de tourner, méthode d'autant plus adaptée au filmage en vidéo mais qui fut plus difficile pour les deux acteurs principaux de la seule séquence réalisée en 35 mm.

## Diffusion télévisuelle et sorties sur grand écran
La Chose publique devait être initialement diffusé le 29 mars 2003 sur Arte, sa chaîne commanditaire. Mais programmé en troisième partie de soirée à la fin du cycle « Masculin/Féminin » et finalement retenu dans la sélection de la Quinzaine des réalisateurs, Mathieu Amalric avec la direction des programmes d'Arte décide de reporter la diffusion télévisuelle de mars et de le présenter en compétition cannoise. Le réalisateur avait en effet reçu de la part de Jean-Luc Godard une élogieuse critique en 1998 pour son premier film Mange ta soupe,. La Chose publique est donc présenté le 21 mai 2003 lors de la Quinzaine des réalisateurs et constitue la première venue à Cannes de Mathieu Amalric en tant que réalisateur.
Le film est finalement diffusé sur Arte en troisième partie de soirée le 1er septembre 2003, puis fait quelques jours plus tard sa sortie généralisée en France, le 3 septembre 2003, sur un nombre très réduit d'écrans puisqu'une seule salle à Paris le projette et que seulement cinq copies du film sont distribuées au total dans toute la France. Si les parts d'audiences télévisées ne sont pas disponibles, le film au cours de son exploitation en salles a réalisé au total 6 063 entrées en France.
La Chose publique connaît également une carrière festivalière à l'international. Il est présenté au Festival international du film francophone de Namur en octobre 2003 dans la sélection « Panorama », au Festival « France Cinéma » de Florence en Italie en novembre 2003, puis au Festival international du film de Vienne en Autriche en 2004 (sous le titre Gleichstellung), au troisième Festival international du film de Tiburon en Californie aux États-Unis le 17 mars 2004 (sous le titre Public Affairs) et est inclus dans quelques festivals du film français en Amérique du Nord à la fin de la même année. Le film est également à l'affiche de la « rétrospective Mathieu Amalric » lors du Festival international du film de La Roche-sur-Yon en 2010.

## Accueil critique
Lors de sa présentation à Cannes, Gérard Lefort dans Libération juge que le film est une « formidable fantaisie » dans tous les sens du terme, qu'il qualifie de « futilité joyeuse » en s'attachant moins à la mise en abîme entre le public et le privé que propose Mathieu Amalric qu'à l'aspect purement technique du film où l'emploi du « yo-yo entre vidéo et cinéma » conduit à un « vrai vertigo, […] un brouillage qui n'est pourtant pas brouillon ». Le « savoir-faire » du réalisateur en ce domaine, l'intérêt du jeu entre les différentes textures d'images et leur mélange pour transposer les diverses couches du réel sont également soulignés par d'autres critiques,, même si certains, comme Serge Kaganski dans Les Inrockuptibles, considèrent au contraire le film « visuellement assez ingrat ». Philippe Azoury (dans Libération) et Thomas Sotinel (dans Le Monde) notent l'humour dont fait preuve le réalisateur pour dépeindre sa situation personnelle ainsi que la « France de 2002, démoralisée et nue » suggérant que « la rupture amoureuse se double de la fameuse rupture du 21 avril ». La revue Les Fiches du cinéma dans son Annuel du cinéma 2004, reprend précisément ces différents éléments d'analyse soulignant que le réalisateur « brouille les pistes entre fiction et réalité, entre personnages et personnes, entre vie privée et vie publique faisant de sa douleur et de sa colère un joyeux n'importe quoi cinématographique où il règle ses comptes avec son ex-compagne en particulier et les hommes de pouvoir en général ». La critique a également noté que le film pouvait avoir un air « vaguement godardien,, » ainsi qu'être proche du travail de « diariste » du réalisateur israélien Avi Mograbi. Dans la même ligne, L'Avant-scène cinéma souligne que ce film « plus léger que les précédents » de son auteur est cependant « un poil narcissique, mais bien construit et plutôt réjouissant ». Certains journalistes ont toutefois regretté que le personnage féminin interprété par Anne Alvaro, contrairement au thème de commande de l'œuvre, n'ait malheureusement le « droit qu’à des miettes, » bien que d'autres considèrent qu'« au-delà du discours sociopolitique, La Chose publique est aussi et surtout une histoire d'amour entre deux êtres rattrapés par le quotidien ». En revanche, le jeu des acteurs est unanimement reconnu,.
À l'opposé, la critique du Le Figaro est très nettement négative, considérant que La Chose publique est un « brouillon désordonné, […] un film raté » qui ne réussit pas à être un « pamphlet percutant » car le réalisateur est resté seulement au « stade des intentions ». La revue Jeune Cinéma, considère quant à elle que le film, initialement conçu pour la télévision ne réussit pas son passage sur grand écran en raison de « complications inhérentes au format ou à l'étalonnage des couleurs […], dévalorisant l'œuvre ».
Le film connaît également une petite carrière à l'international avec une sortie confidentielle aux États-Unis lors de festivals du film français. La critique anglophone considère l'œuvre comme un film d'auteur « terriblement français, […] comique et autobiographique, mais construit au petit bonheur à la chance pour un résultat visuel affreux, ».

## Analyse

### Regards sur des vies privées
|                                    |  |  |
| Jeanne Balibar et Mathieu Amalric. |  |  |

Dans les Cahiers du cinéma, la critique cinématographique Mia Hansen-Løve donne de La Chose publique son analyse la plus complète. Pour elle, l'œuvre s'apparente à un « film de deuil et de rupture » avec l'être aimé dont la forme et l'objectif principal jouent sur la « revanche du masculin sur le féminin », contrairement à l'intention initiale de la commande. Mathieu Amalric explore le thème de la disparition que ce soit celle de la femme de Philippe Roberts, opportunément prénommée Julia — ouvrant ainsi, par une note humoristique, une image induite pour le spectateur de la star américaine homonyme —, ou de celui de l'amour dans le couple. Pour cela, la stratégie de défense mise en place par Philippe Roberts est celle d'« un exhibitionnisme sans jouissance » avec l'usage d'images de sa vie privée dans le montage du « Lit national », film par ailleurs « satyrique et vaudevilesque ». Paradoxalement, Philippe Roberts alors même qu'il pataugeait dans la réalisation de son projet, trouve avec cette séparation en partie le matériau de son film. C'est d'ailleurs ce même processus qu'avait utilisé Philippe Garrel dans Baisers de secours (1989) dans lequel Maurice Garrel conseillait à son fils de « tout mettre dans son film » pour se sortir de sa panne créatrice lors de sa rupture conjugale. Mathieu Amalric en transposant dans son œuvre en construction les problèmes douloureux qu'il doit affronter dans sa vie personnelle avec sa compagne d'alors, Jeanne Balibar la mère de ses deux enfants, résout à sa manière la question de sa propre création pour « conquérir le terrain du cinéma ». Dans une transposition cinématographique intéressante, le choix de l'acteur Jean-Quentin Châtelain est à noter puisque ce dernier incarnait l'amant hypocondriaque et paranoïaque qui finissait par chercher à tuer le personnage interprété par Jeanne Balibar dans J'ai horreur de l'amour (1997) de Laurence Ferreira Barbosa.
Pour Mia Hansen-Løve, cette double, voire triple mise en abîme, pose la question des motivations profondes d'un réalisateur pour mener à bien son travail. À ce titre, la récurrence des scènes présentant Philippe Roberts avec son monteur (interprété par le réel monteur François Gédigier) à la table de travail souligne pleinement la thématique du questionnement sur les sources de la création ainsi que sur les « affres du cinéaste face à la page blanche ». Selon le critique Cyril Neyrat le « coup de génie » a été d'inscrire son travail non pas du « point de vue du tournage », comme c'est généralement le cas pour cette catégorie des « métafilms », mais du « point de vue du montage » qui devient dès lors le « lieu de confrontation du public et du privé » se positionnant ainsi clairement dans la filiation du travail et des théories de Jean-Luc Godard exposées dans Histoire(s) du cinéma (1998).

### Lares publicapour cadre

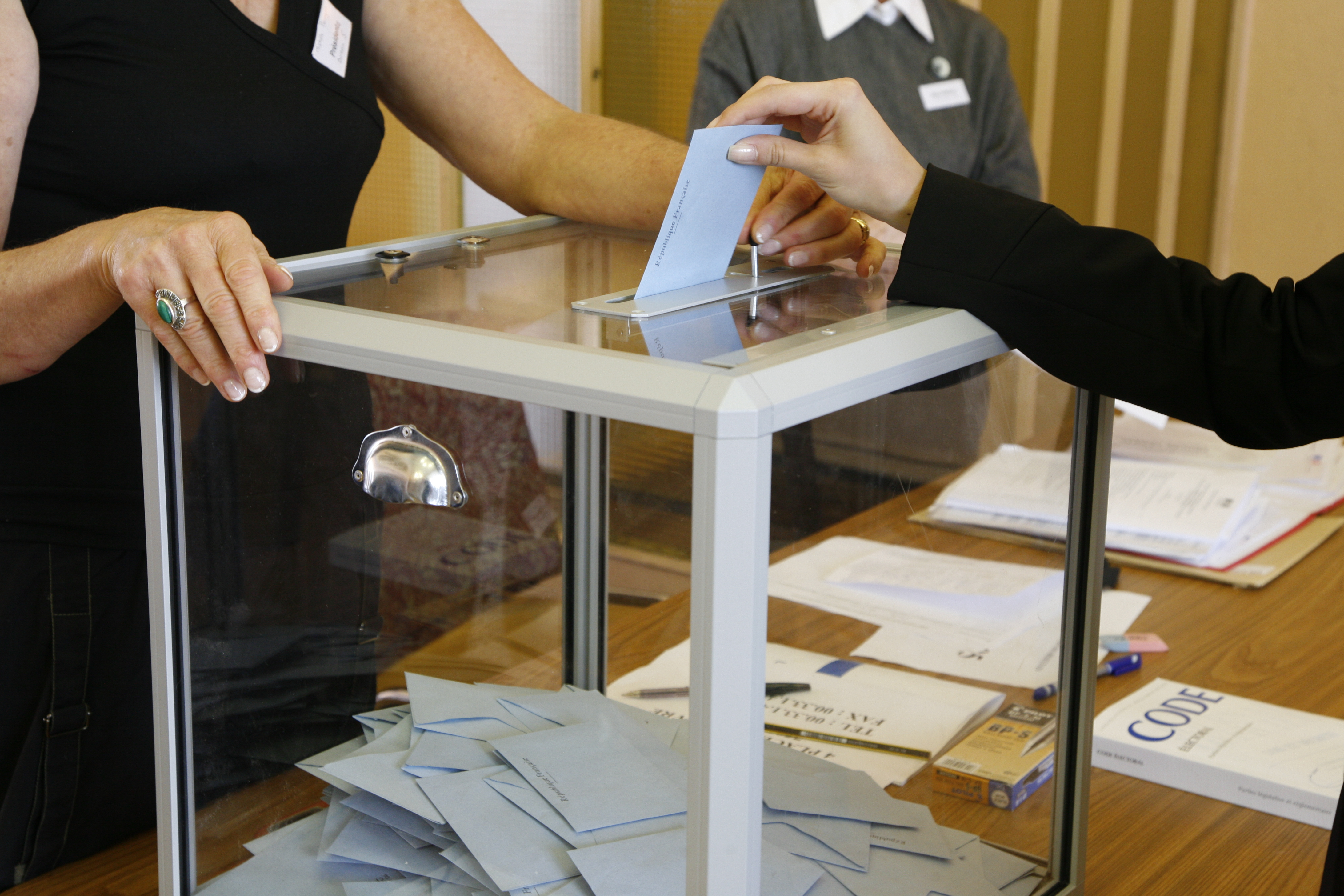
Urne et bureau de vote lors d'une élection présidentielle en France.

Le film de Mathieu Amalric est également une œuvre de nature politique. Son titre, à double sens, fait tout autant référence à la vie privée du/des réalisateur(s) qu'à la chose publique, la res publica au sens premier, qui est une méthode de gouvernance d'un État en fonction du bien du peuple. Son tournage s'inscrit à ce titre dans le contexte immédiat après les résultats de l'élection présidentielle française de 2002 et la division de la gauche qui a entraîné l'élimination inattendue de Lionel Jospin le 21 avril 2002. De nombreuses images d'actualité et déclarations publiques sont incorporées au film — comme toile de fond et en absence de prises de position partisane — pour rappeler cet évènement politique majeur : la déclaration de Lionel Jospin sur le « coup de tonnerre »  au soir de son élimination ; Jacques Chirac appelant au « temps du sursaut démocratique, […] à la France vivante, diverse, humaine, et chaleureuse » ; Roselyne Bachelot lors d'une soirée pour le magazine ELLE ; Catherine Mégret interrogée sur la parité et Bruno Mégret ; ainsi que des images inédites filmées lors d'un meeting de campagne de Jean-Pierre Chevènement.
Au-delà de ce contexte électoral c'est un sujet de politique sociétale qui est également l'un des thèmes centraux du film. La parité, qu'elle soit analysée au sein d'un couple qui se désunit ou d'une campagne électorale fictive de province dont le choix du colistier impose celui d'une femme pour respecter les lois et minimiser les amendes infligées aux partis, est également questionnée lors d'une rencontre avec une représentante de l'Observatoire de la parité entre les femmes et les hommes qui semble un peu déstabilisée par les interventions de Philippe Roberts. De plus, Mathieu Amalric introduit sur ce sujet des entretiens en contrepoint, organisés face caméra, avec quelques femmes sollicitées dans la rue pour répondre à la question « qu'est-ce que la parité selon vous ? ».

### Une comédie avant tout
Cependant ce qui pourrait apparaître comme un film purement dramatique, tant du point de vue du sujet que du contexte politique utilisé, est mis en scène de manière fortement humoristique et « malicieuse ». La comédie est avant-tout pleinement présente, avec l'utilisation permanente d'un grand nombre de gags, de situations loufoques, de trouvailles visuelles et de jeux de mots, des intonations particulières de Jean-Quentin Châtelain ou de répliques joyeuses,,. Même abattus, Philippe Roberts/Mathieu Amalric jouent tous deux de l'auto-dérision sur leur personne et du burlesque dans leurs scénarios respectifs utilisant le plus souvent des gags « potaches », de la « bouffonnerie » assumée et du comique de situation souvent décalé, que ce soit l'apparition du président d'Arte de dessous une table de réunion, des duels de boxe dans les locaux d'un journal sportif, des ballons ou bulles qui éclatent intempestivement, ou des non-dits sur les bandes autocollantes des cartons de déménagement.